# Courtney Niemiec
Courtney Niemiec (* 13. April 1992 in Philadelphia, Pennsylvania) ist eine ehemalige US-amerikanische Fußballspielerin und -trainerin.

## Karriere
Während ihres Studiums an der La Salle University spielte Niemiec von 2010 bis 2013 für das dortige Hochschulteam der La Salle Explorers. Vor der Saison 2014 wurde sie von der NWSL-Franchise des Portland Thorns FC verpflichtet und debütierte dort am 12. April 2014 bei einem Auswärtssieg gegen die Houston Dash. Nach insgesamt fünfzehn Einsätzen wurde sie am 24. Juni 2015 von den Thorns freigestellt.
Vor der Saison 2016 wechselte Niemiec zum Ligakonkurrenten Western New York Flash, für den sie in sechs Ligaspielen auflief und mit dem sie die Meisterschaft gewann. Nachdem das Team der Flash zu Jahresbeginn 2017 verkauft worden war, stand sie zunächst im Kader der Nachfolge-Franchise North Carolina Courage, beendete jedoch Ende Mai 2017 ohne weiteren Pflichtspieleinsatz ihre Karriere als Fußballspielerin.
Im Sommer 2017 kehrte sie als Assistenztrainerin zu ihrer Alma Mater La Salle University zurück.

## Erfolge
- 2016: Gewinn der NWSL-Meisterschaft (Western New York Flash)